# Racionament
El racionament és l'assignació governamental de recursos limitats i béns de consum, figura econòmica generalment aplicada durant les guerres, les fams o qualsevol altra emergència nacional.
El racionament d'un producte en funció del seu ús prohibeix els consums menys importants, com pot succeir en el cas de la gasolina, que es negui la seva utilització per a passejar en favor dels viatges relacionats amb la feina. El racionament exercit segons l'escassetat d'un article de consum, es posa en pràctica per exemple, com quan no hi ha prou menjar per satisfer a tots els demandants i s'opta per distribuir-lo en quantitats limitades. El racionament fet sobre la base del cost de les mercaderies, limita la quantitat de diners que els consumidors poden gastar en productes bàsics que són difícils d'estandarditzar, com podria ser la roba. En el racionament per punts s'assigna un puntaje a cada article, donant-se-li certa quantitat de punts a cada consumidor en forma de cupons, que són emesos com si fos diners per ser canviats per béns racionados.
Amb una política econòmica d'aquest tipus, generalment els consumidors tendeixen a estalviar els seus diners o invertir-ho en bons de l'Estat, de manera que el capital que no es gasta, i no acaba sent utilitzat en mercaderies innecessàries o en compres del mercat negre.

## Racionament a Espanya al segle XX

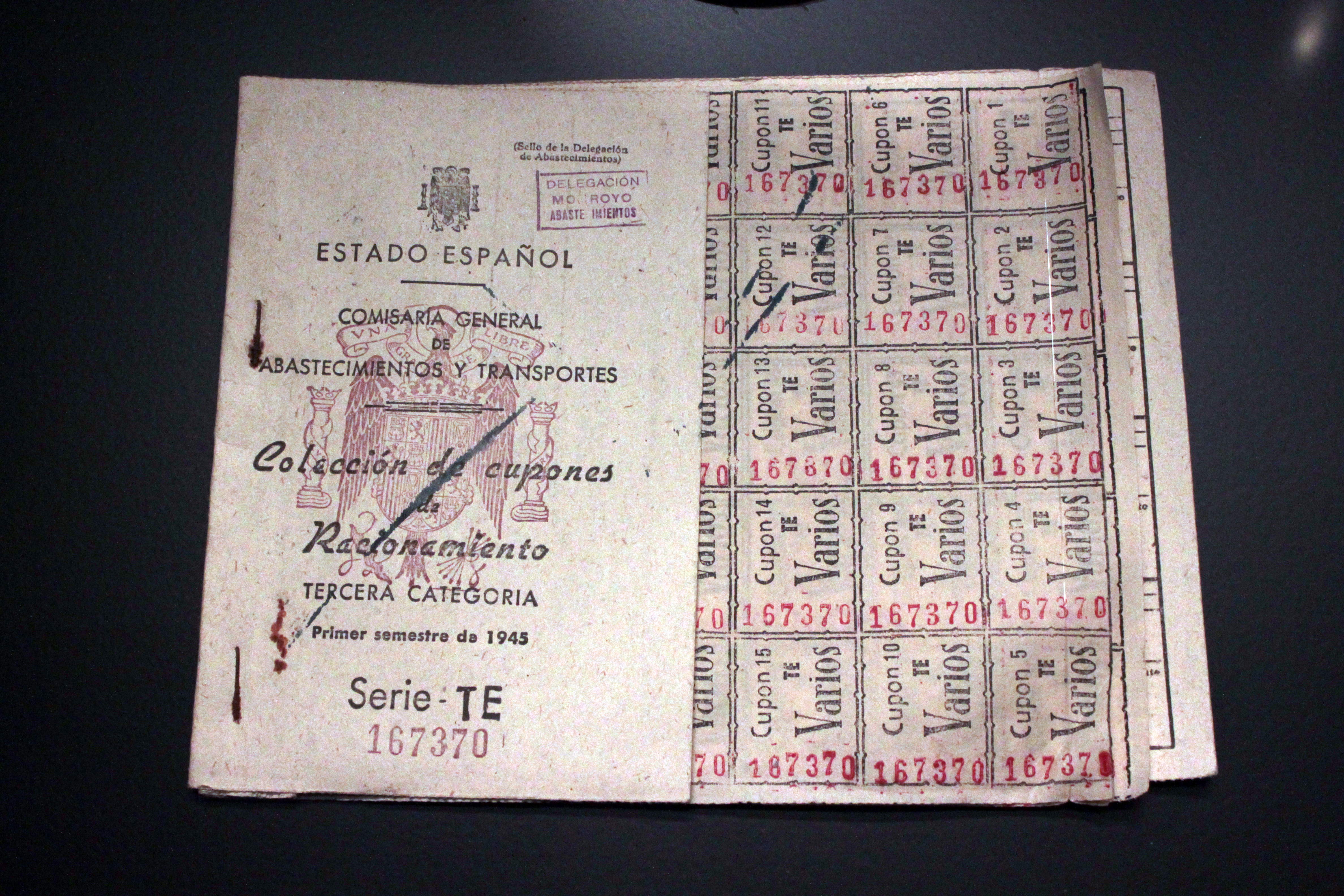
Cartilla de racionament espanyola de 1945.

La primera vegada que s'implanta el racionament a Espanya ho estableix l'autodenominat Govern de la Victòria, presidit pel socialista Francisco Largo Caballero, a través d'un decret de 5 de març de 1937 publicat en la Gaseta de la República el 7 de març de 1937. Aquest decret dicta en el seu article 1: "Es crea en tots els Municipis de l'Espanya lleial la targeta de racionament familiar". Posteriorment, una vegada finalitzada la Guerra Civil espanyola, durant el període de la postguerra que va estar marcat per l'escassetat, una ordre ministerial de 14 de maig de 1939, va establir el règim de racionament a Espanya per als productes bàsics alimentosos i de primera necessitat. El racionament no aconseguia a cobrir les necessitats alimentoses bàsiques de la població, per la qual cosa van viure anys de gana i misèria. La degradació del nivell de vida en la dècada dels 40 va ser tal, que assegurar-se la subsistència es va convertir en una autèntica lluita diària. Es van establir dues cartilles de racionament, una per a la carn i una altra per a la resta de productes alimentosos. Es va dividir a la població en diversos grups: homes adults, dones adultes (ració del 80% de l'home adult), nens i nenes fins a catorze anys (ració del 60% de l'home adult) i homes i dones de més de seixanta anys (ració del 80% de l'home adult). L'assignació de contingents podia ser diferent també en funció del tipus de treball del cap de família. Inicialment les cartilles de racionament eren familiars, que van ser substituïdes, en 1943 per cartilles individuals, que permetien un control més exhaustiu de la població. Al maig de 1943 (BOE de 15 d'abril de 1943), al mes de l'entrada en vigor de la cartilla individual, el nombre de racionados a Espanya era de 27.071.978 persones.
La distribució d'aliments racionados es va caracteritzar per la mala qualitat dels productes i va posar de manifest corrupció generalitzada i el mercat negre. El racionament va perdurar oficialment fins a maig de 1952, data en què va desaparèixer per als productes alimentosos.
Entre 1950 i 1960 el consum per capita de carn i paper es va duplicar i el de sucre o d'electricitat es va triplicar.Donades aquestes manques nutritives van aparèixer una sèrie de malalties relacionades com van ser les hepàtiques, la tuberculosi, la grip, les febres tifoideas, el paludisme i la disenteria per falta d'higiene. Els ancians i els nens van tenir una alarmant índex de defuncions.
A províncies com Jaén, que el 1942 va aconseguir una taxa de mortalitat infantil del 35% per la desnutrició i la ingesta de pelalles de patata o altres residus. Paral·lelament la dictadura va acabar amb els estalvis de la classe mitjana d'Espanya, en retirar de la circulació 13.251 milions de pessetes republicanes i anul·lar 10.356 milions més en diners bancaris. Un quilo de sucre costava 1,90 pessetes a preu de taxa. Els estraperlistes al mercat negre demanaven 20 pessetes. L'oli per al racionament es pagava oficialment a 3,75 pessetes el litre i a 30 d'estraperlo. Una llei de 1941 amenaçava amb la pena de mort als especuladors.